# Danh sách giải thưởng và đề cử của Adele
Nữ ca sĩ-nhạc sĩ người Anh Adele đã nhận 86 giải thưởng từ 168 đề cử, trong đó có 4 giải Brit, một giải Oscar, một giải Quả cầu vàng, 15 giải Grammy, 13 giải thưởng âm nhạc Billboard, và 4 giải thưởng Âm nhạc Mỹ và 1 giải Emmy.

## Giải Oscar
Giải Oscar là giải thưởng danh giá nhất dành cho các nghệ sĩ có đóng góp xuất sắc trong lĩnh vực điện ảnh. Adele đã giành chiến thắng trong lần đề cử duy nhất của mình ở hạng mục dành cho Ca khúc nhạc phim hay nhất với bài hát "Skyfall" trong bộ phim cùng tên về James Bond.
| Năm  | Đề cử / Tác phẩm | Giải thưởng                | Kết quả   |
| ---- | ---------------- | -------------------------- | --------- |
| 2013 | "Skyfall"        | Ca khúc nhạc phim hay nhất | Đoạt giải |

## American Music Awards
Adele đã có 4 giải thưởng trên 5 đề cử ở giải này.
| Năm  | Đề cử / Tác phẩm | Giải thưởng                             | Kết quả   |
| ---- | ---------------- | --------------------------------------- | --------- |
| 2011 | Adele            | Nghệ sĩ của năm                         | Đề cử     |
| 2011 | Adele            | Nghệ sĩ Đương đại được yêu thích nhất   | Đoạt giải |
| 2011 | Adele            | Nữ nghệ sĩ Pop/Rock được yêu thích nhất | Đoạt giải |
| 2011 | 21               | Album Pop/Rock được yêu thích nhất      | Đoạt giải |
| 2012 | Adele            | Favorite Adult Contemporary Artist      | Đoạt giải |

## AIM Independent Music Awards
AIM Independent Music Awards do Hiệp hội âm nhạc độc lập (AIM) tổ chức từ năm 2011 nhằm công nhận các nghệ sĩ của các hãng thu âm độc lập tại Anh Quốc.
| Năm  | Đề cử / Tác phẩm | Giải thưởng                          | Kết quả   |
| ---- | ---------------- | ------------------------------------ | --------- |
| 2011 | Adele            | Nghệ sĩ độc lập được phát nhiều nhất | Đoạt giải |
| 2011 | 21               | Album thứ hai "khó khăn" hay nhất    | Đoạt giải |
| 2012 | Adele            | Nghệ sĩ độc lập được phát nhiều nhất | Đoạt giải |

## Arqiva Commercial Radio Awards
Arqiva Commercial Radio Awards là lễ trao giải vinh danh thành công của nền công nghiệp phát thanh thương mại Anh Quốc.
| Năm  | Đề cử / Tác phẩm | Giải thưởng                                                                  | Kết quả   |
| ---- | ---------------- | ---------------------------------------------------------------------------- | --------- |
| 2012 | Adele            | Nghệ sĩ Anh được phát nhiều nhất trên hệ thống phát thanh thương mại của PPL | Đoạt giải |

## ARIA Music Awards
ARIA Music Awards do Hiệp hội Công nghiệp ghi âm Úc (ARIA) tổ chức để công nhận "sự xuất sắc và đổi mới ở tất cả các thể loại" trong giới âm nhạc tại Úc. The awards are judged by a panel of over 1000 members from different sectors of the music industry, with some awards decided by members of the public.
| Năm  | Đề cử / Tác phẩm | Giải thưởng                   | Kết quả |
| ---- | ---------------- | ----------------------------- | ------- |
| 2011 | Adele            | Nghệ sĩ Quốc tế Nổi bật nhất  | Đề cử   |
| 2012 | Adele            | Nghệ sĩ Quốc tế Xuất sắc nhất | Đề cử   |

## ASCAP Pop Music Awards
ASCAP Pop Music Awards
| Năm  | Đề cử / Tác phẩm   | Giải thưởng                      | Kết quả   |
| ---- | ------------------ | -------------------------------- | --------- |
| 2012 | "Someone Like You" | Bài hát được thể hiện nhiều nhất | Đoạt giải |

## BBC Music Awards
BBC Music Awards

## Giải thưởng âm nhạc Billboard
| Năm  | Đề cử / Tác phẩm      | Giải thưởng                                 | Kết quả   |
| ---- | --------------------- | ------------------------------------------- | --------- |
| 2012 | Adele                 | Nghệ sĩ hàng đầu                            | Đoạt giải |
| 2012 | Adele                 | Nghệ sĩ nữ hàng đầu                         | Đoạt giải |
| 2012 | Adele                 | Nghệ sĩ Billboard 200 hàng đầu              | Đoạt giải |
| 2012 | Adele                 | Nghệ sĩ Nhạc kĩ thuật số hàng đầu           | Đoạt giải |
| 2012 | Adele                 | Nghệ sĩ Nhạc radio hàng đầu                 | Đoạt giải |
| 2012 | Adele                 | Nghệ sĩ Hot 100 hàng đầu                    | Đoạt giải |
| 2012 | Adele                 | Nghệ sĩ Truyền thông Kĩ thuật số hàng đầu   | Đoạt giải |
| 2012 | Adele                 | Nghệ sĩ Pop hàng đầu                        | Đoạt giải |
| 2012 | "Rolling in the Deep" | Bài hát Trực tuyến hàng đầu (Video)         | Đề cử     |
| 2012 | "Rolling in the Deep" | Bài hát Kĩ thuật số hàng đầu                | Đề cử     |
| 2012 | "Rolling in the Deep" | Bài hát Trực tuyến hàng đầu (Bản phòng thu) | Đoạt giải |
| 2012 | "Rolling in the Deep" | Bài hát Pop hàng đầu                        | Đề cử     |
| 2012 | "Rolling in the Deep" | Bài hát Rock hàng đầu                       | Đề cử     |
| 2012 | "Rolling in the Deep" | Bài hát Alternative hàng đầu                | Đoạt giải |
| 2012 | "Rolling in the Deep" | Bài hát Hot 100 hàng đầu                    | Đề cử     |
| 2012 | "Rolling in the Deep" | Bài hát Radio hàng đầu                      | Đề cử     |
| 2012 | 21                    | Album Billboard 200 hàng đầu                | Đoạt giải |
| 2012 | 21                    | Album Pop hàng đầu                          | Đoạt giải |
| 2012 | 19                    | Album Pop hàng đầu                          | Đề cử     |
| 2012 | "Someone Like You"    | Bài hát Pop hàng đầu                        | Đề cử     |
| 2013 | Adele                 | Nghệ sĩ Billboard 200 hàng đầu              | Đề cử     |
| 2013 | Adele                 | Nghệ sĩ nữ hàng đầu                         | Đề cử     |
| 2013 | Adele                 | Nghệ sĩ Pop hàng đầu                        | Đề cử     |
| 2013 | 21                    | Album Billboard 200 hàng đầu                | Đề cử     |
| 2013 | 21                    | Album Pop hàng đầu                          | Đoạt giải |

## Giải thưởng BMI

### BMI Film & TV Awards
| Năm  | Đề cử / Tác phẩm | Giải thưởng                       | Kết quả   |
| ---- | ---------------- | --------------------------------- | --------- |
| 2013 | "Skyfall"        | Người giành giải của Viện hàn lâm | Đoạt giải |

### BMI London Awards
| Năm  | Đề cử / Tác phẩm       | Giải thưởng                  | Kết quả   |
| ---- | ---------------------- | ---------------------------- | --------- |
| 2009 | "Chasing Pavements"    | Các bài hát giành giải       | Đoạt giải |
| 2012 | "Rolling in the Deep"  | Các bài hát giành giải       | Đoạt giải |
| 2012 | "Rolling in the Deep"  | Bài hát của năm              | Đoạt giải |
| 2012 | "Someone Like You"     | Các bài hát giành giải       | Đoạt giải |
| 2012 | "Set Fire to the Rain" | Các bài hát giành giải       | Đoạt giải |
| 2013 | "Skyfall"              | Bài hát Pop                  | Đoạt giải |
| 2013 | "Skyfall"              | Giải thưởng của Viện hàn lâm | Đoạt giải |
| 2013 | "Rumour Has It"        | Bài hát Pop                  | Đoạt giải |

### BMI Pop Awards
| Năm  | Đề cử / Tác phẩm       | Giải thưởng            | Kết quả   |
| ---- | ---------------------- | ---------------------- | --------- |
| 2012 | "Rolling in the Deep"  | Các bài hát giành giải | Đoạt giải |
| 2013 | "Rumour Has It"        | Các bài hát giành giải | Đoạt giải |
| 2013 | "Someone Like You"     | Các bài hát giành giải | Đoạt giải |
| 2013 | "Set Fire to the Rain" | Các bài hát giành giải | Đoạt giải |

## Giải Brit
| Năm  | Đề cử / Tác phẩm    | Giải thưởng                      | Kết quả   |
| ---- | ------------------- | -------------------------------- | --------- |
| 2008 | Adele               | Sự lựa chọn của các nhà phê bình | Đoạt giải |
| 2009 | Adele               | Nghệ sĩ Solo Nữ Anh              | Đề cử     |
| 2009 | Adele               | Nghệ sĩ Anh Đột phá              | Đề cử     |
| 2009 | "Chasing Pavements" | Đĩa đơn Anh của năm              | Đề cử     |
| 2012 | Adele               | Nghệ sĩ Solo Nữ Anh              | Đoạt giải |
| 2012 | "Someone Like You"  | Đĩa đơn Anh của năm              | Đề cử     |
| 2012 | 21                  | Album Anh của năm                | Đoạt giải |
| 2013 | "Skyfall"           | Đĩa đơn Anh của năm              | Đoạt giải |

## BT Digital Music Awards
| Năm  | Đề cử / Tác phẩm        | Giải thưởng                                  | Kết quả   |
| ---- | ----------------------- | -------------------------------------------- | --------- |
| 2011 | Adele                   | Nghệ sĩ Nữ Xuất sắc nhất                     | Đề cử     |
| 2011 | Adele                   | Nghệ sĩ hoặc Nhóm nhạc độc lập Xuất sắc nhất | Đoạt giải |
| 2011 | "Make You Feel My Love" | Bài hát hay nhất                             | Đề cử     |
| 2011 | "Someone Like You"      | Bài hát hay nhất                             | Đề cử     |
| 2011 | "Rolling in the Deep"   | Bài hát hay nhất                             | Đề cử     |
| 2011 | "Rolling in the Deep"   | Video hay nhất                               | Đề cử     |

## CMT Music Awards
CMT Music Awards
| Năm  | Đề cử / Tác phẩm                   | Giải thưởng            | Kết quả |
| ---- | ---------------------------------- | ---------------------- | ------- |
| 2011 | "Need You Now" (với Darius Rucker) | Màn trình diễn của năm | Đề cử   |

## Critics' Choice Movie Awards
| Năm  | Đề cử / Tác phẩm | Giải thưởng      | Kết quả   |
| ---- | ---------------- | ---------------- | --------- |
| 2013 | "Skyfall"        | Bài hát hay nhất | Đoạt giải |

## Album Độc lập châu Âu của năm
| Năm  | Đề cử / Tác phẩm | Giải thưởng   | Kết quả   |
| ---- | ---------------- | ------------- | --------- |
| 2011 | 21               | Album của năm | Đoạt giải |

## ECHO Music Awards
| Năm  | Đề cử / Tác phẩm | Giải thưởng        | Kết quả   |
| ---- | ---------------- | ------------------ | --------- |
| 2012 | Adele            | Nghệ sĩ nữ quốc tế | Đoạt giải |
| 2012 | 21               | Album của năm      | Đoạt giải |

## European Border Breakers Awards
Giải European Border Breakers Award (EBBA) được thành lập vào năm 2004 bởi Ủy ban châu Âu cùng nhiều công ty và tổ chức của nền kinh doanh âm nhạc châu Âu. Giải được trao cho các nghệ sĩ và ban nhạc có album đầu tay bán chạy nhất tại các nước thuộc EU.
| Năm  | Đề cử / Tác phẩm | Giải thưởng         | Kết quả   |
| ---- | ---------------- | ------------------- | --------- |
| 2009 | 19               | Album xuất sắc nhất | Đoạt giải |

## Fryderyk
Fryderyk là một giải thưởng âm nhạc thường niên ở Ba Lan.
| Năm  | Đề cử / Tác phẩm | Giải thưởng   | Kết quả   |
| ---- | ---------------- | ------------- | --------- |
| 2012 | 21               | Album Quốc tế | Đoạt giải |

## Glamour Women of the Year Awards
| Năm  | Đề cử / Tác phẩm | Giải thưởng                   | Kết quả   |
| ---- | ---------------- | ----------------------------- | --------- |
| 2009 | Adele            | Nghệ sĩ Solo Anh Quốc của năm | Đoạt giải |
| 2011 | Adele            | Nghệ sĩ Solo Anh Quốc của năm | Đoạt giải |

## Giải Quả Cầu Vàng
Giải Quả Cầu Vàng là giải thưởng uy tín nhất dành cho mọi lĩnh vực giải trí, bao gồm điện ảnh, truyền hình, nhạc kịch... của 93 thành viên trong Hiệp Hội Nhà Báo Mỹ. Giống như Giải Oscar, bài hát "Skyfall" của Adele một lần nữa được xướng lên bục nhận giải.
| Năm  | Đề cử / Tác phẩm | Giải thưởng                | Kết quả   |
| ---- | ---------------- | -------------------------- | --------- |
| 2013 | "Skyfall"        | Ca khúc nhạc phim hay nhất | Đoạt giải |

## Giải Grammy
Giải Grammy là giải thưởng được tổ chức hằng năm được trao cho các nghệ sĩ có đóng góp lớn trong âm nhạc. Đây được coi là giải thưởng danh giá nhất trong lĩnh vực âm nhạc, giống như giải Oscar trong lĩnh vực điện ảnh. Adele đã có tổng cộng 15 giải thưởng trên 18 đề cử ở giải này. Năm 2012, Adele trở thành nghệ sĩ thứ hai trong lịch sử thắng sáu giải chỉ trong một đêm, ngang bằng với Beyoncé vào năm 2010. Cô là nghệ sĩ thứ hai sau Christopher Cross đoạt được cả bốn hạng mục quan trọng của giải Grammy gồm "Nghệ sĩ mới xuất sắc nhất", "Album của năm", "Thu âm của năm" và "Bài hát của năm".
| Năm  | Đề cử / Tác phẩm       | Giải thưởng                           | Kết quả   | Nguồn  |
| ---- | ---------------------- | ------------------------------------- | --------- | ------ |
| 2009 | Adele                  | Nghệ sĩ mới xuất sắc nhất             | Đoạt giải | [ 40 ] |
| 2009 | "Chasing Pavements"    | Bài hát của năm                       | Đề cử     | [ 40 ] |
| 2009 | "Chasing Pavements"    | Thu âm của năm                        | Đề cử     | [ 40 ] |
| 2009 | "Chasing Pavements"    | Trình diễn giọng Pop nữ xuất sắc nhất | Đoạt giải | [ 40 ] |
| 2010 | "Hometown Glory"       | Trình diễn giọng Pop nữ xuất sắc nhất | Đề cử     | [ 41 ] |
| 2012 | 21                     | Album của năm                         | Đoạt giải | [ 42 ] |
| 2012 | 21                     | Album Pop xuất sắc nhất               | Đoạt giải | [ 42 ] |
| 2012 | "Rolling in the Deep"  | Thu âm của năm                        | Đoạt giải | [ 42 ] |
| 2012 | "Rolling in the Deep"  | Bài hát của năm                       | Đoạt giải | [ 42 ] |
| 2012 | "Rolling in the Deep"  | Video âm nhạc xuất sắc nhất           | Đoạt giải | [ 42 ] |
| 2012 | "Someone Like You"     | Trình diễn đơn ca pop xuất sắc nhất   | Đoạt giải | [ 42 ] |
| 2013 | "Set Fire to the Rain" | Trình diễn đơn ca pop xuất sắc nhất   | Đoạt giải | [ 43 ] |
| 2014 | "Skyfall"              | Ca khúc nhạc phim hay nhất            | Đoạt giải | [ 44 ] |
| 2017 | 25                     | Album của năm                         | Đoạt giải | [ 45 ] |
| 2017 | 25                     | Album giọng Pop xuất sắc nhất         | Đoạt giải | [ 45 ] |
| 2017 | "Hello"                | Thu âm của năm                        | Đoạt giải | [ 45 ] |
| 2017 | "Hello"                | Bài hát của năm                       | Đoạt giải | [ 45 ] |
| 2017 | "Hello"                | Trình diễn đơn ca Pop xuất sắc nhất   | Đoạt giải | [ 45 ] |

## Hiệp hội phê bình phim Houston
| Năm  | Đề cử / Tác phẩm | Giải thưởng                | Kết quả   |
| ---- | ---------------- | -------------------------- | --------- |
| 2012 | "Skyfall"        | Ca khúc Nhạc phim Hay nhất | Đoạt giải |

## Ivor Novello Awards
| Năm  | Đề cử / Tác phẩm      | Giải thưởng                                         | Kết quả   |
| ---- | --------------------- | --------------------------------------------------- | --------- |
| 2012 | Adele                 | Người sáng tác bài hát của năm                      | Đoạt giải |
| 2012 | "Rolling in the Deep" | Tác phẩm được thể hiện nhiều nhất của PRS for Music | Đoạt giải |
| 2012 | "Rolling in the Deep" | Bài hát có Nhạc và lời hay nhất                     | Đề cử     |
| 2012 | "Someone Like You"    | Tác phẩm được thể hiện nhiều nhất của PRS for Music | Đề cử     |
| 2012 | 21                    | Album của năm                                       | Đề cử     |

## Juno Awards
Juno Awards
| Năm  | Đề cử / Tác phẩm | Giải thưởng           | Kết quả   |
| ---- | ---------------- | --------------------- | --------- |
| 2012 | 21               | Album Quốc tế của năm | Đoạt giải |

## Hiệp hội phê bình phim Las Vegas
| Năm  | Đề cử / Tác phẩm | Giải thưởng      | Kết quả   |
| ---- | ---------------- | ---------------- | --------- |
| 2012 | "Skyfall"        | Bài hát hay nhất | Đoạt giải |

## Mercury Prize
Mercury Prize
| Năm  | Đề cử / Tác phẩm | Giải thưởng   | Kết quả |
| ---- | ---------------- | ------------- | ------- |
| 2008 | 19               | Album của năm | Đề cử   |
| 2011 | 21               | Album của năm | Đề cử   |

## MOBO Awards
Music of Black Origin Awards (MOBO), lần đầu được tổ chức vào năm 1996, là giải thưởng thường niên tại Anh Quốc nhằm công nhận các nghệ sĩ biểu diễn nhạc của người da màu thuộc mọi chủng tộc và quốc tịch cũng như "công nhận các thành tựu nổi bật của các nghệ sĩ thuộc các thể loại từ gospel, jazz, R&B, soul, reggae cho tới hip hop".
| Năm  | Đề cử / Tác phẩm   | Giải thưởng                             | Kết quả   |
| ---- | ------------------ | --------------------------------------- | --------- |
| 2008 | Adele              | Nghệ sĩ nữ Anh Quốc xuất sắc nhất       | Đề cử     |
| 2011 | Adele              | Nghệ sĩ Anh Quốc xuất sắc nhất          | Đề cử     |
| 2011 | Adele              | Nghệ sĩ R&B/Soul Anh Quốc xuất sắc nhất | Đoạt giải |
| 2011 | 21                 | Album xuất sắc nhất                     | Đề cử     |
| 2011 | "Someone Like You" | Bài hát xuất sắc nhất                   | Đề cử     |

## MP3 Music Awards
MP3 Music Awards ra đời năm 2007 để vinh danh các nghệ sĩ nổi tiếng cũng như các máy phát và hãng bán MP3 chất lượng.
| Năm  | Đề cử / Tác phẩm   | Giải thưởng            | Kết quả   |
| ---- | ------------------ | ---------------------- | --------- |
| 2011 | "Someone like You" | Radio/Charts/Downloads | Đoạt giải |

## Music Week Awards
Giải thưởng của Music Week được sáng lập nhằm công nhận thành công về mặt sáng tạo và thương mại trong ngành công nghiệp âm nhạc Anh Quốc trong các lĩnh vực tiếp thị, doanh thu, phân phối và bán lẻ.
| Năm  | Đề cử / Tác phẩm | Giải thưởng                 | Kết quả   |
| ---- | ---------------- | --------------------------- | --------- |
| 2012 | 21               | Chiến dịch Tiếp thị nghệ sĩ | Đoạt giải |
| 2012 | 21               | Chiến dịch PR               | Đoạt giải |

## MuchMusic Video Awards
MuchMusic Video Awards
| Năm  | Đề cử / Tác phẩm | Giải thưởng               | Kết quả |
| ---- | ---------------- | ------------------------- | ------- |
| 2012 | Adele            | Nghệ sĩ Yêu thích của bạn | Đề cử   |

## MTV

### Giải Âm nhạc châu Âu của MTV
| Năm  | Đề cử / Tác phẩm      | Giải thưởng                       | Kết quả   |
| ---- | --------------------- | --------------------------------- | --------- |
| 2008 | Adele                 | Nghệ sĩ Anh/Ireland xuất sắc nhất | Đề cử     |
| 2011 | Adele                 | Nghệ sĩ Anh/Ireland xuất sắc nhất | Đoạt giải |
| 2011 | Adele                 | Nghệ sĩ châu Âu xuất sắc nhất     | Đề cử     |
| 2011 | Adele                 | Nữ nghệ sĩ xuất sắc nhất          | Đề cử     |
| 2011 | "Rolling in the Deep" | Ca khúc hay nhất                  | Đề cử     |
| 2011 | "Rolling in the Deep" | Video hay nhất                    | Đề cử     |

### Giải Bài hát của năm của MTV
| Năm  | Đề cử / Tác phẩm      | Giải thưởng     | Kết quả   |
| ---- | --------------------- | --------------- | --------- |
| 2011 | "Rolling in the Deep" | Bài hát của năm | Đoạt giải |

### Giải Video âm nhạc của MTV
| Năm  | Đề cử / Tác phẩm      | Giải thưởng                   | Kết quả   |
| ---- | --------------------- | ----------------------------- | --------- |
| 2008 | "Chasing Pavements"   | Biên đạo xuất sắc nhất        | Đề cử     |
| 2011 | "Rolling in the Deep" | Video của năm                 | Đề cử     |
| 2011 | "Rolling in the Deep" | Video nữ xuất sắc nhất        | Đề cử     |
| 2011 | "Rolling in the Deep" | Video Pop xuất sắc nhất       | Đề cử     |
| 2011 | "Rolling in the Deep" | Đạo diễn xuất sắc nhất        | Đề cử     |
| 2011 | "Rolling in the Deep" | Đạo diễn đồ họa xuất sắc nhất | Đoạt giải |
| 2011 | "Rolling in the Deep" | Quay phim xuất sắc nhất       | Đoạt giải |
| 2011 | "Rolling in the Deep" | Biên tập xuất sắc nhất        | Đoạt giải |
| 2012 | "Someone Like You"    | Quay phim xuất sắc nhất       | Đề cử     |

### MTV Video Music Brasil
| Năm  | Đề cử / Tác phẩm | Giải thưởng                   | Kết quả |
| ---- | ---------------- | ----------------------------- | ------- |
| 2011 | Adele            | Nghệ sĩ Quốc tế xuất sắc nhất | Đề cử   |

### mtvUWoodie Awards
| Năm  | Đề cử / Tác phẩm    | Giải thưởng           | Kết quả |
| ---- | ------------------- | --------------------- | ------- |
| 2008 | "Chasing Pavements" | Video Woodie hay nhất | Đề cử   |

## NAACP Image Awards
NAACP Image Awards
| Năm  | Đề cử / Tác phẩm   | Giải thưởng           | Kết quả |
| ---- | ------------------ | --------------------- | ------- |
| 2012 | "Someone Like You" | Bài hát nổi bật       | Đề cử   |
| 2012 | "Someone Like You" | Video âm nhạc nổi bật | Đề cử   |

## NRJ Music Awards
NRJ Music Awards
| Năm  | Đề cử / Tác phẩm   | Giải thưởng                     | Kết quả   |
| ---- | ------------------ | ------------------------------- | --------- |
| 2012 | Adele              | Nghệ sĩ Quốc tế đột phá của năm | Đoạt giải |
| 2012 | "Someone Like You" | Bài hát Quốc tế của năm         | Đoạt giải |
| 2013 | Adele              | Nghệ sĩ nữ Quốc tế của năm      | Đề cử     |

## NME Awards
NME Awards
| Năm  | Đề cử / Tác phẩm | Giải thưởng                  | Kết quả |
| ---- | ---------------- | ---------------------------- | ------- |
| 2012 | Adele            | Nghệ sĩ Đơn ca xuất sắc nhất | Đề cử   |

## Nickelodeon Kids' Choice Awards
| Năm  | Đề cử / Tác phẩm | Giải thưởng        | Kết quả |
| ---- | ---------------- | ------------------ | ------- |
| 2013 | Adele            | Ca sĩ nữ yêu thích | Đề cử   |

## Nickelodeon UK Kids Choice Awards
| Năm  | Đề cử / Tác phẩm | Giải thưởng                  | Kết quả   |
| ---- | ---------------- | ---------------------------- | --------- |
| 2012 | Adele            | Nghệ sĩ nữ Anh xuất sắc nhất | Đoạt giải |
| 2013 | Adele            | Nghệ sĩ nữ Anh xuất sắc nhất | Đoạt giải |

## People's Choice Awards
People Music Awards
| Năm  | Đề cử / Tác phẩm      | Giải thưởng               | Kết quả |
| ---- | --------------------- | ------------------------- | ------- |
| 2012 | Adele                 | Nghệ sĩ nữ Yêu thích      | Đề cử   |
| 2012 | 21                    | Album Yêu thích của năm   | Đề cử   |
| 2012 | "Rolling in the Deep" | Bài hát Yêu thích của năm | Đề cử   |
| 2012 | "Rolling in the Deep" | Video âm nhạc Yêu thích   | Đề cử   |
| 2013 | Adele                 | Nghệ sĩ nữ Yêu thích      | Đề cử   |
| 2013 | Adele                 | Nghệ sĩ Pop Yêu thích     | Đề cử   |

## Los Premios 40 Principales
| Năm  | Đề cử / Tác phẩm   | Giải thưởng                                   | Kết quả   |
| ---- | ------------------ | --------------------------------------------- | --------- |
| 2012 | "Someone Like You" | Bài hát không phải tiếng Tây Ban Nha hay nhất | Đoạt giải |

## Premios Oye!
| Năm  | Đề cử / Tác phẩm              | Giải thưởng     | Kết quả   |
| ---- | ----------------------------- | --------------- | --------- |
| 2012 | 21                            | Album tiếng Anh | Đoạt giải |
| 2013 | Live at the Royal Albert Hall | Album tiếng Anh | Đoạt giải |

## Q Awards
| Năm  | Đề cử / Tác phẩm      | Giải thưởng              | Kết quả   |
| ---- | --------------------- | ------------------------ | --------- |
| 2008 | Adele                 | Nghệ sĩ đột phá          | Đề cử     |
| 2011 | Adele                 | Nghệ sĩ nữ Xuất sắc nhất | Đoạt giải |
| 2011 | "Rolling in the Deep" | Bài hát hay nhất         | Đoạt giải |
| 2011 | "Someone Like You"    | Bài hát hay nhất         | Đề cử     |

## Radio Disney Music Awards
Radio Disney Music Awards

## Satellite Awards
| Năm  | Đề cử / Tác phẩm | Giải thưởng                | Kết quả |
| ---- | ---------------- | -------------------------- | ------- |
| 2012 | "Skyfall"        | Ca khúc Nhạc phim hay nhất | Đề cử   |

## Soul Train Music Awards
| Năm  | Đề cử / Tác phẩm      | Giải thưởng     | Kết quả |
| ---- | --------------------- | --------------- | ------- |
| 2011 | 21                    | Album của năm   | Đề cử   |
| 2011 | "Rolling in the Deep" | Bài hát của năm | Đề cử   |
| 2011 | "Rolling in the Deep" | Bản thu của năm | Đề cử   |

## South Bank Sky Arts Awards
| Năm  | Đề cử / Tác phẩm | Giải thưởng | Kết quả |
| ---- | ---------------- | ----------- | ------- |
| 2012 | Adele            | Nhạc Pop    | Đề cử   |

## Teen Choice Awards
| Năm  | Đề cử / Tác phẩm       | Giải thưởng            | Kết quả |
| ---- | ---------------------- | ---------------------- | ------- |
| 2011 | Adele                  | Nghệ sĩ âm nhạc nữ     | Đề cử   |
| 2011 | Adele                  | Nghệ sĩ đột phá        | Đề cử   |
| 2011 | "Rolling in the Deep"  | Bài hát chia ly        | Đề cử   |
| 2012 | "Set Fire to the Rain" | Đĩa đơn của nghệ sĩ nữ | Đề cử   |
| 2012 | Adele                  | Nghệ sĩ âm nhạc nữ     | Đề cử   |

## UK Music Video Awards
| Năm  | Đề cử / Tác phẩm      | Giải thưởng                                                | Kết quả   |
| ---- | --------------------- | ---------------------------------------------------------- | --------- |
| 2011 | "Rolling in the Deep" | Video Pop xuất sắc nhất                                    | Đoạt giải |
| 2011 | "Rolling in the Deep" | Quay phim xuất sắc nhất trong một video                    | Đoạt giải |
| 2011 | "Rolling in the Deep" | Đạo diễn và thiết kết đồ họa xuất sắc nhất trong một video | Đề cử     |

## Urban Music Awards
| Năm  | Đề cử / Tác phẩm | Giải thưởng                    | Kết quả   |
| ---- | ---------------- | ------------------------------ | --------- |
| 2008 | Adele            | Nghệ sĩ Jazz xuất sắc nhất     | Đoạt giải |
| 2008 | Adele            | Nghệ sĩ Neo Soul xuất sắc nhất | Đề cử     |
| 2011 | Adele            | Nghệ sĩ Nữ xuất sắc nhất       | Đề cử     |
| 2011 | 21               | Album xuất sắc nhất            | Đề cử     |

## Giải thưởng Âm nhạc Thế giới
| Năm  | Đề cử / Tác phẩm | Giải thưởng                             | Kết quả |
| ---- | ---------------- | --------------------------------------- | ------- |
| 2014 | Adele            | Nghệ sĩ Nữ xuất sắc nhất thế giới       | Đề cử   |
| 2014 | Adele            | Nghệ sĩ giải trí xuất sắc nhất thế giới | Đề cử   |
| 2014 | 21               | Album xuất sắc nhất thế giới            | Đề cử   |
| 2014 | "Rumour Has It"  | Bài hát hay nhất thế giới               | Đề cử   |

## World Soundtrack Awards
| Năm  | Đề cử / Tác phẩm | Giải thưởng                                   | Kết quả   |
| ---- | ---------------- | --------------------------------------------- | --------- |
| 2013 | "Skyfall"        | Bài hát được viết trực tiếp cho phim hay nhất | Đoạt giải |